# Morinite
La morinite è un minerale.